# 锺妮 (网球运动员)
锺妮（1962年—），云南人，中国女子网球运动员。她曾在韩国汉城举办的1986年亚洲运动会网球比赛中获得女子团体金牌和混合双打银牌。